# Islamski svijet
Islamski svijet, muslimanski svijet ili umet (arap. أمة [] — „nacija“ ili „društvo“) široko je korišćen termin sa nekoliko različitih značenja. U religioznom smislu, pripadnici islamskog svijeta su osobe koje se pridržavaju islamskog učenja tj. muslimani. U kulturološkom smislu, muslimanski svijet se odnosi na islamsku civilizaciju i pripadnike te civilizacije, muslimane. U modernom geopolitičkom smislu, termin islamske nacije obično se odnosi na područja kao što su: države, regije, okruzi, odnosno gradovi, sa kolektivno većinskim muslimanskim stanovništvom.
Prema podacima iz 2010. godine, više od 1,6 milijardi ljudi ili oko 23,4% svjetske populacije su muslimani.
Procentualno po svjetskim regionima, muslimani čine sljedeći udio u ukupnom stanovništvu: oko 24,8% u Aziji-Okeaniji, 91,2% u regionu Bliski istok — Sjeverna Afrika, 29.6% u subsaharskoj Africi, oko 6,0% u Evropi i oko 0,6% u Sjevernoj Americi i Južnoj Americi.

## Istorija
Istorija islama je kako istorija samog islama kao religije, takođe i islama kao svojevrsnog kulturnog, društvenog ili političkog svjetskog fenomena. Islam je nastao na Arabijskom poluostrvu, početkom 7. vijeka, objavom Kurana Muhamedu s. a. v. s. u mjesecu ramazanu. Za vrijeme Rašidunskog halifata, islam se brzo proširio poluostrvom i susjednim zemljama; samo 100 godina nakon Poslanikove smrti, islamska država obuhvatala je teritoriju od Španije na zapadu preko južne Italije, Sjeverne Afrike i Bliskog istoka do Centralne Azije na istoku.
Države nastale na temelju islama, kao što su Abasidski i Fatimidski halifat, Almoravidska dinastija, Seldžučka država, Mogulsko, Safavidsko i Osmansko carstvo, bile su među najuticajnijim i najuglednijim silama u istoriji.

## Geografija
Islam je po broju pripadnika druga religija na svijetu. Prema studiji iz 2010. godine, objavljenoj u januaru 2011, 1,57 milijardi ljudi se izjašnjava kao muslimani — što čini više od 23% svjetske populacije. Prema Pew Research Center-u, u 2010. godini bilo je 49 država sa većinski muslimanskim stanovništvom.

### Države sa najbrojnijom muslimanskom populacijom
Izuzev Indije, Nigerije, Etiopije, Kine i Rusije, u svim sljedećim nabrojanim državama muslimani čine većinu.
- Indonezija — 207.176.162 (87,2%)[10]
- Pakistan — 178.097.000 (96,4%)
- Indija — 177.286.000 (14,6%)
- Bangladeš — 145.312.000 (90,4%)
- Nigerija — 75.728.000 (47,9%)
- Iran — 74.819.000 (99,6%)
- Turska — 74.660.000 (98,6%)
- Egipat — 73.746.000 (90%)
- Alžir — 34.780.000 (98,2%)
- Maroko — 32.381.000 (99,9%)
- Irak — 31.108.000 (98,9%)
- Sudan — 30.855.000 (97%)[11]
- Avganistan — 29.047.000 (99,8%)
- Etiopija — 28.721.000 (33,8%)
- Uzbekistan — 26.833.000 (96,5%)
- Saudijska Arabija — 25.493.000 (97,1%)
- Jemen — 24.023.000 (99,0%)
- Kina — 23.308.000 (1,8%)
- Sirija — 20.895.000 (92,8%)
- Malezija — 17.139.000 (61,4%)
- Rusija — 16.379.000 (11,7%)
- Niger — 15.627.000 (98,3%)

Muslimani takođe nastanjuju i imaju službeni status u sljedećim državama i područjima:
- Afrika:

Sjeverna Afrika: Maroko, Alžir, Tunis, Libija, Egipat, Sudan;
Sjeveroistočna Afrika: Somalija, Somaliland (de facto država), Eritreja, Etiopija i Džibuti;
Zapadna Afrika: Mali, Senegal, Gambija, Gvineja, Gvineja Bisao, Burkina Faso, Sijera Leone, Niger i Nigerija.
- Azija:

Centralna Azija: Kazahstan, Kirgistan, Tadžikistan, Turkmenistan, Uzbekistan, Sinđang (Kina)
Jugozapadna Azija: arapske države kao što su Saudijska Arabija, Irak, Oman, Ujedinjeni Arapski Emirati, Kuvajt i nearapske države kao što su Turska, Sjeverni Kipar i Iran.
Južna Azija: Avganistan, Pakistan, Bangladeš i Maldivi
Jugoistočna Azija: Indonezija, Brunej i Malezija
Istočna Azija: dijelovi Kine (Ningsja)
- Evropa:

Albanija, Bosna i Hercegovina i Kosovo (djelimično priznata država, sporna teritorija), dijelovi Rusije (Sjeverni Kavkaz i Regija Volga) i Ukrajine (posebno na Krimu)

## Demografija
Oko 23% svjetske populacije su muslimani. Prema trenutnim procjenama, broj muslimana u svijetu iznosi oko 1,6 milijardi. Muslimani su većinsko stanovništvo u 49 država i govore stotinama jezika (preko četrdeset jezika govori se samo u Iranu), a dolaze iz različitih etničkih grupa. Glavni jezici kojima govore muslimani uključuju: arapski, urdu, bengalski, pandžabski, malajski, javanski, sudanski, svahili, hausa, fula, berberski, tuareški, somalijski, albanski, bošnjački, ruski, turski, azerbejdžanski, kazaški, uzbečki, tatarski, perzijski, paštu, belučki, sindski, kašmirski i mnogi drugi jezici.

### Religija
Dva glavna pravca u islamu su sunitski i šiitski islam.
Veliku većinu muslimana u svijetu čine suniti, i to [87—90]%.
Šiiti i pripadnici ostalih pravaca u islamu sačinjavaju oko [10—13]% od ukupnog muslimanskog stanovništva.
Deset država s najvećim procentom šiitskih muslimana su: Iran (93%), Azerbejdžan (61%), Irak (55%), Jemen (36%), Liban (27%), Pakistan (25%), Sirija (17%), Turska (15%), Avganistan (15%) i Indija (2,7%).

#### Geografska distribucija
U islamu postoje različite pravne škole, tj. škole fikha, tako da danas unutar sunitskog islama postoje četiri takve škole odnosno mezheba:
- hanefije
- malikije
- šafije
- hanbelije

## Ekonomija
Glavne ekonomije islamskog svijeta sastoje se od pojedinih ekonomskih sistema zapadne Azije, Južne Azije, jugoistočne Azije, glavnine ekonomija Bliskog istoka, Sjeverne i Zapadne Afrike — uključujući islamske države, sekularne države, nacije s državnim religijama, te nacije koje nemaju deklaraciju da imaju značajnu islamsku religijsku većinu kao procenat populacije.
Islamska ekonomija zabranjuje lihvarenje odnosno kamatu, ali svejedno u većini muslimanskih zemalja koristi se zapadno bankarstvo.

## Literatura
- Graham, Mark, (2006). How Islam Created the Modern World.
- „top_muslim_powers”.